# Loni Ackerman
Loni Ackermn (New York, 10 aprile 1949) è un'attrice teatrale e cantante statunitense, nota soprattutto come interprete di musical.

## Biografia
Loni Ackerman è nata a New York nel 1949 e ha fatto il suo debutto sulle scene nel 1967 nel musical How Do You Do I Love You. L'anno successivo ha fatto il suo debutto a Broadway in George M! con il premio Oscar Joel Grey. Nello stesso hanno ha fatto anche il suo esordio nell'Off-Broadway nella commedia musicale Dames at Sea, in cui ha rimpiazzato Bernadette Peters nel ruolo principale di Ruby. Nel 1971 è tornata a Broadway nel musical No, No, Nanette e due anni più tardi è tornata a recitarvi anche nella tournée statunitense. Nel 1974 ha sostituito Anita Morris in The Magic Show a Broadway, seguito nel 1976 da So Long, 174th Street. Dopo aver recitato nell'Off-Broadway in Theater Songs by Maltby and Shire (1977) e Starting Here, Starting Now (1978), nel 1980 è stata diretta da Harold Prince nel tour statunitense di Evita, in cui la Ackerman interpretava la protagonista Eva Peron. Dopo due anni nella tournée, nel 1982 è tornata a Broadway per interpretare Evita nella produzione stabile del musical.
Nel 1982 ha fatto una delle sue rare apparizioni cinematografiche nel film musicale Annie, mentre nel 1984 ha cantato in un adattamento concertistico di Roberta e nei musical Brownstone e Diamonds, rispettivamente in scena nell'Off-Off Broadway e nell'Off-Broadway. Nel 1985 è tornata a interpretare Eva Peron in Evita in scena a Milburn, mentre nel 1989 al 1991 ha recitato nel ruolo di Grizabella in Cats a Broadway, avendo così modo di cantare la celebre "Memory". Negli anni successivi ha recitato prevalentemente nel circuito regionale, apparendo in musical come Soul Doctor a New Orleans nel 2010, Sunset Boulevard a Bellport nel 2011 e la signora Gellman in Caroline, or Change in scena a Dublin (2017).
La Ackerman è stata sposata con Patrick Adiarte dal 1975 al 1982 e dopo il divorzio nel 1983 si è risposata con Steve Canyone Kennedy, da cui ha avuto i due figli Jack e George.

## Filmografia

### Cinema
- Annie, regia di John Huston (1982)
- Un uomo, una donna, una pistola (My New Gun), regia di Stacy Cochran (1992)

### Televisione
- Agenzia Rockford - serie TV, 1 episodio (1978)
- Detective School - serie TV, 1 episodio (1979)